# Gouvernement Archangelgorod

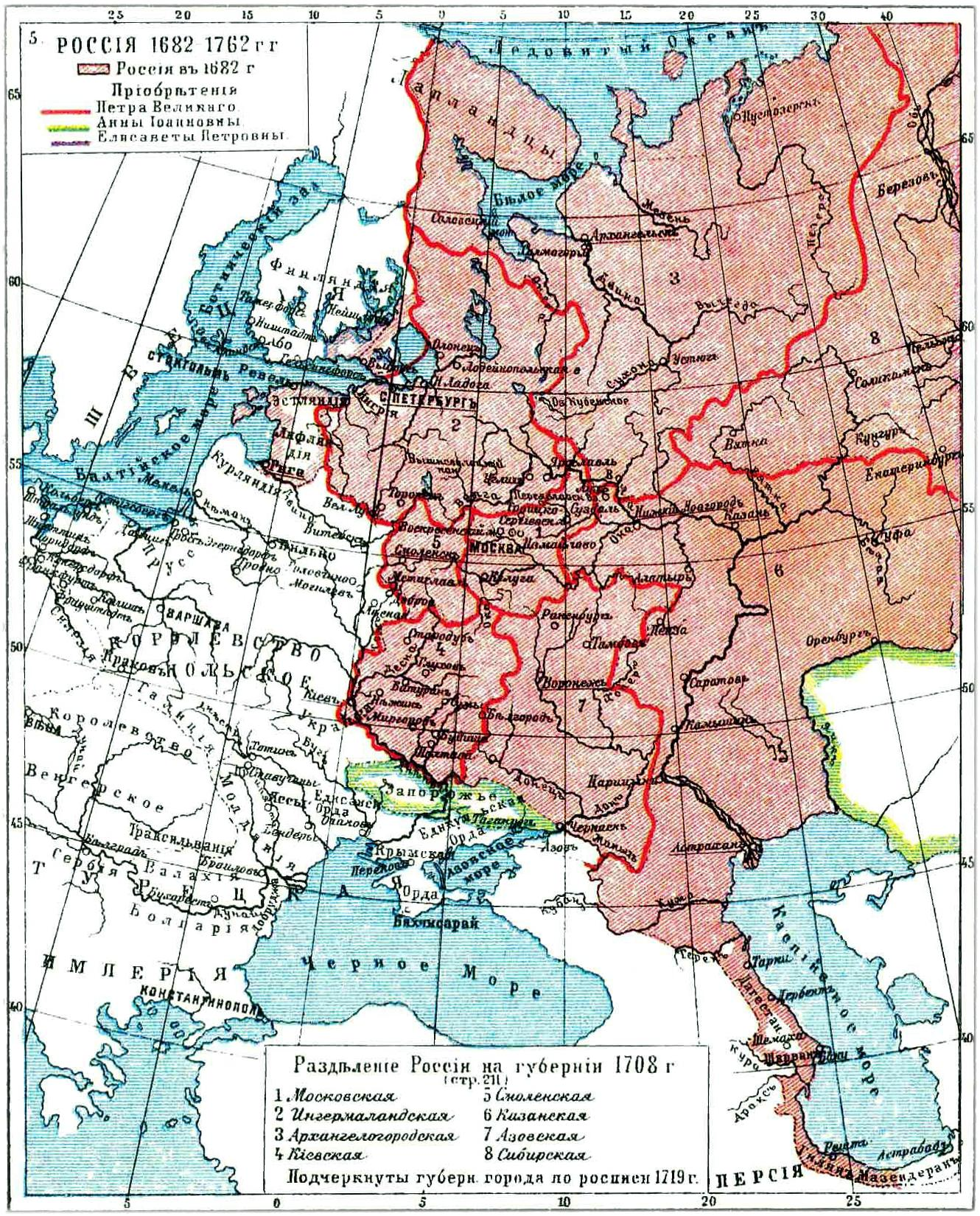
Historische Karte des Russischen Reiches von 1682–1762. Das Gouvernement Archangelgorod ist mit der Nummer 3 markiert

Die Gouvernemente des Zarentums Russland im Jahr 1708.

Das Gouvernement Archangelgorod (russisch Архангелогоро́дская губе́рния, wiss. Transliteration Archangelogorodskaja gubernija) war ein Gouvernement im Zarentum Russland und im Russischen Kaiserreich, das von 1708 bis 1780 bestand. Die Hauptstadt des Gouvernementes war die Stadt Archangelsk.

## Lage
Das Gouvernement befand sich im Nordwesten des Zarentums Russland. Im Osten grenzte es an das Gouvernement Sibirien, im Südosten an das Gouvernement Kasan, im Südwesten an das Gouvernement Moskau und das Gouvernement Ingermanland (ab 1710 Gouvernement Sankt Petersburg) sowie im Westen an das Königreich Schweden. Im Norden wurde das Gouvernement durch das Weiße Meer, den Arktischen Ozean und die Barentssee begrenzt.

## Geschichte
Das Gouvernement Archangelgorod wurde zusammen mit sieben anderen Gouvernements im Zuge einer großen Verwaltungsreform Zar Peters des Großen am 18. Dezemberjul. / 29. Dezember 1708greg. geschaffen. Die Reform beinhaltete weder eine klare Grenzziehung zwischen den acht Gouvernementen, noch eine innere Unterteilung der Gouvernemente in weitere Verwaltungseinheiten. Die bis zu diesem Zeitpunkt bestehenden Ujesde wurden mit der Reform abgeschafft. Wie auch bei den anderen Gouvernementen wurde das Territorium des Gouvernements Archangelgorod anhand von zugeteilten Städten mit ihren Ländereien definiert. Das Gouvernement Archangelgorod bestand aus folgenden 20 Städten:
1. Archangelski gorod (heute Archangelsk)
2. Galitsch
3. Kewrol (heute Kewrola)
4. Kineschma
5. Kologriwow (heute Kologriw)
6. Kolskoi Ostrog (heute Kola)
7. Mesen
8. Parfenjew (heute Parfenjewo)
9. Pustoserski ostrog (heute Pustosersk)
10. Sol Galizskaja (heute Soligalitsch)
11. Sol Wytschegodskaja (heute Solwytschegodsk)
12. Tscharonda
13. Tschuchloma
14. Sudai
15. Totma
16. Unscha
17. Ustjanskije wolost
18. Ustjug Weliki (heute Weliki Ustjug)
19. Waga (heute Schenkursk)
20. Wologda

Durch einen Ukas Peters des Großen am 28. Januarjul. / 8. Februar 1715greg. wurden das Gouvernement administrativ in so genannte Doli (Singular Dolja, russisch Доля) eingeteilt, denen ein Landrat vorstand. Am 29. Maijul. / 9. Juni 1719greg. erfolgte eine weitere Veränderung der Verwaltungsgliederung. Die bestehenden Doli wurden in Distrikte (Дистрикт) umbenannt. Das Tscharondskaja dolja wurde in das Gouvernement Sankt Petersburg eingegliedert, während der Jarenski Distrikt dem Gouvernement Archangelgorod und Kischema dem Gouvernement Moskau zugesprochen wurden. Zudem wurde das Gouvernement Archangelgorod durch den Gouvernements-Senat in die folgenden vier Provinzen eingeteilt:
| Provinz        | Russischer Name              | Hauptstadt    |
| -------------- | ---------------------------- | ------------- |
| Archangelgorod | Архангелогородская провинция | Archangelsk   |
| Galitsch       | Галицкая провинция           | Galitsch      |
| Weliki Ustjug  | Великоустюжская провинция    | Weliki Ustjug |
| Wologda        | Вологодская провинция        | Wologda       |

Im Jahr 1727 wurden alle Distrikte innerhalb des Gouvernements wieder in Ujesde umbenannt. Das Gouvernement Archangelgorod bestand bis zum 14. Januarjul. / 25. Januar 1780greg.. Die Auflösung erfolgte per Ukas Katharinas der Großen. Die Gebiete des Gouvernement wurden in der Folge Teil der Statthalterschaft Wologda.

### Gouverneure
- Pjotr Alexejewitsch Golizyn (1708–1711)
- Alexei Alexandrowitsch Kurbatow (Vize-Gouverneur; 1711–1714)
- Pjotr Jefimowitsch Lodyschenski (1714–1725)
- Iwan Petrowitsch Ismailow (1726–1727)
- Willim Jurjewitsch Fermor (1727–1728)
- Iwan Michailowitsch Licharew (1728–1729)
- Semjon Fjodorowitsch Meschtscherski (1729–1732)
- Iwan Maximowitsch Schuwalow (1732)
- Michail Jurjewitsch Schtscherbatow (1732–1738)
- Andrei Jakowlewitsch Lizkin (1738–1740)
- Alexei Andrejewitsch Obolenski-Bely (1740–1743)
- Alexei Michailowitsch Puschkin (1743–1745)
- Stepan Alexejewitsch Jurjew (1745–1762)
- Grigori Filatowitsch Suchotin (1762–1763)
- Jegor Andrejewitsch Golowzyn (1763–1780)[5]